# Gustav Wyneken
Pour les articles homonymes, voir Wyneken.
Gustav Adolf Wyneken, né le 19 mars 1875 à Stade (province de Hanovre) et mort le 8 décembre 1964 à Göttingen (Allemagne), est un professeur d'éducation nouvelle allemand et fondateur de la Freie Schulgemeinde Wickersdorf (de).

## Biographie
Gustav Wyneken a joué un rôle de premier plan dans le mouvement de jeunesse (Jugendbewegung), en particulier à l'occasion de la première journée de la jeunesse allemande libre en 1913 sur le Hohen Meißner. Pendant une courte période après la révolution de novembre 1918, Wyneken est devenu responsable de la politique scolaire. Peu de temps après, à son retour à Wickersdorf, il a été condamné à la prison pour maltraitance d'enfants. Ses tentatives ultérieures pour reprendre son influence en tant que pédagogue ont échoué. Même en tant qu'écrivain et conférencier, il a échoué plus tard à relancer ses idées de réforme de l'éducation.

## Bibliographie

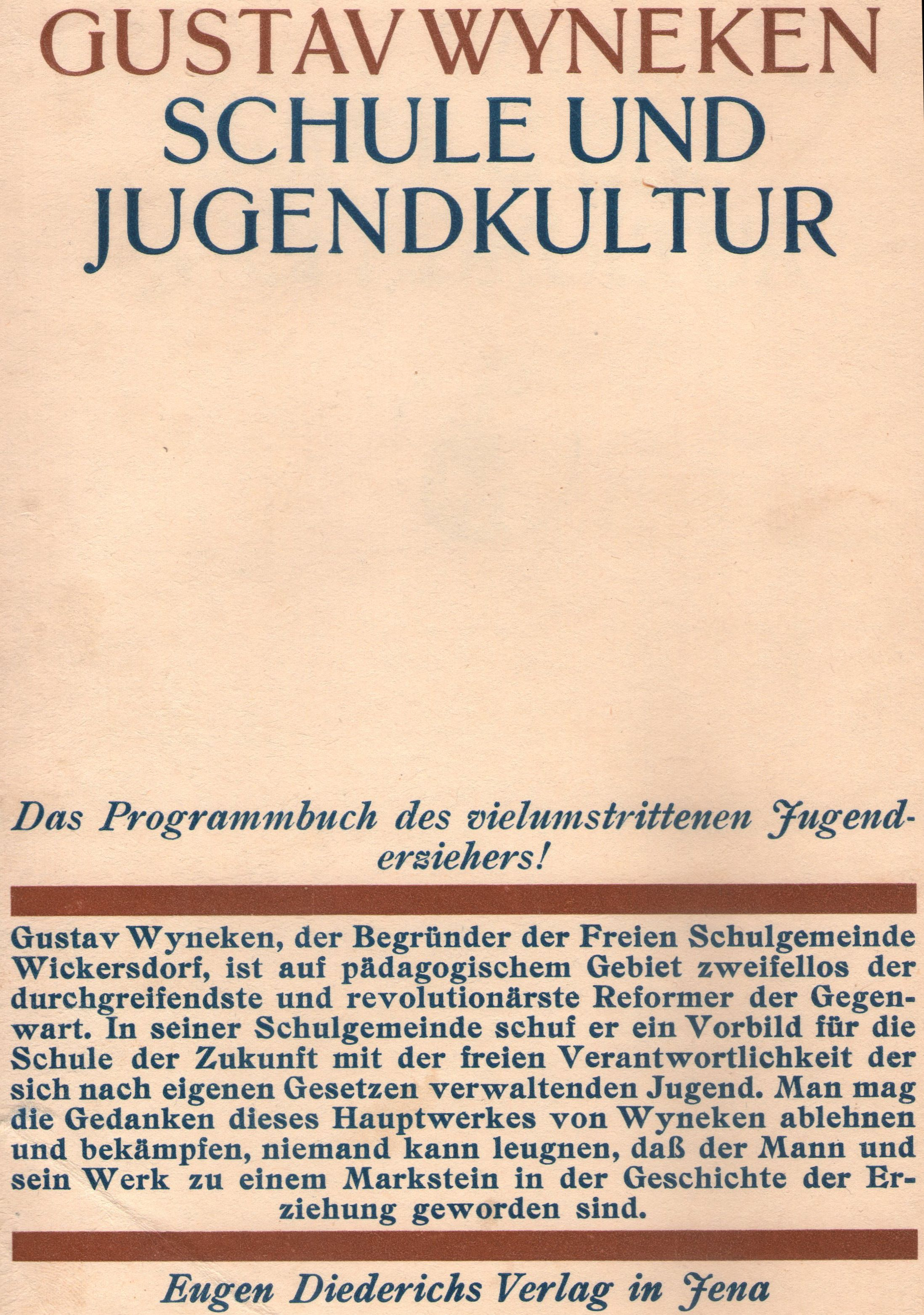
Gustav Wyneken : « Das Programmbuch des vielumstrittenen Jugenderziehers! », jaquette de Schule und Jugendkultur, Jena, 1928.